# Kells (Meath)

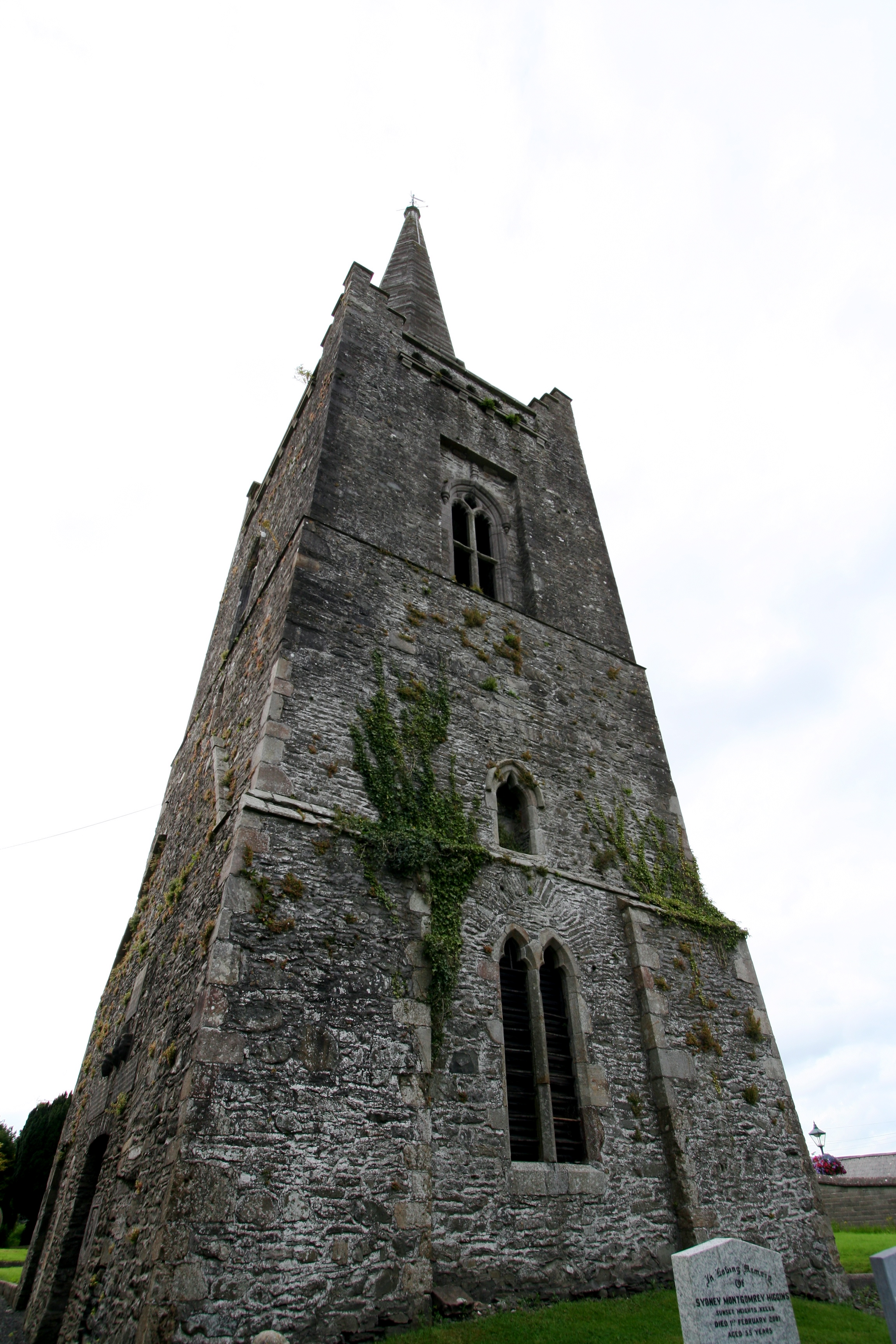
Kells Abbey (2007)

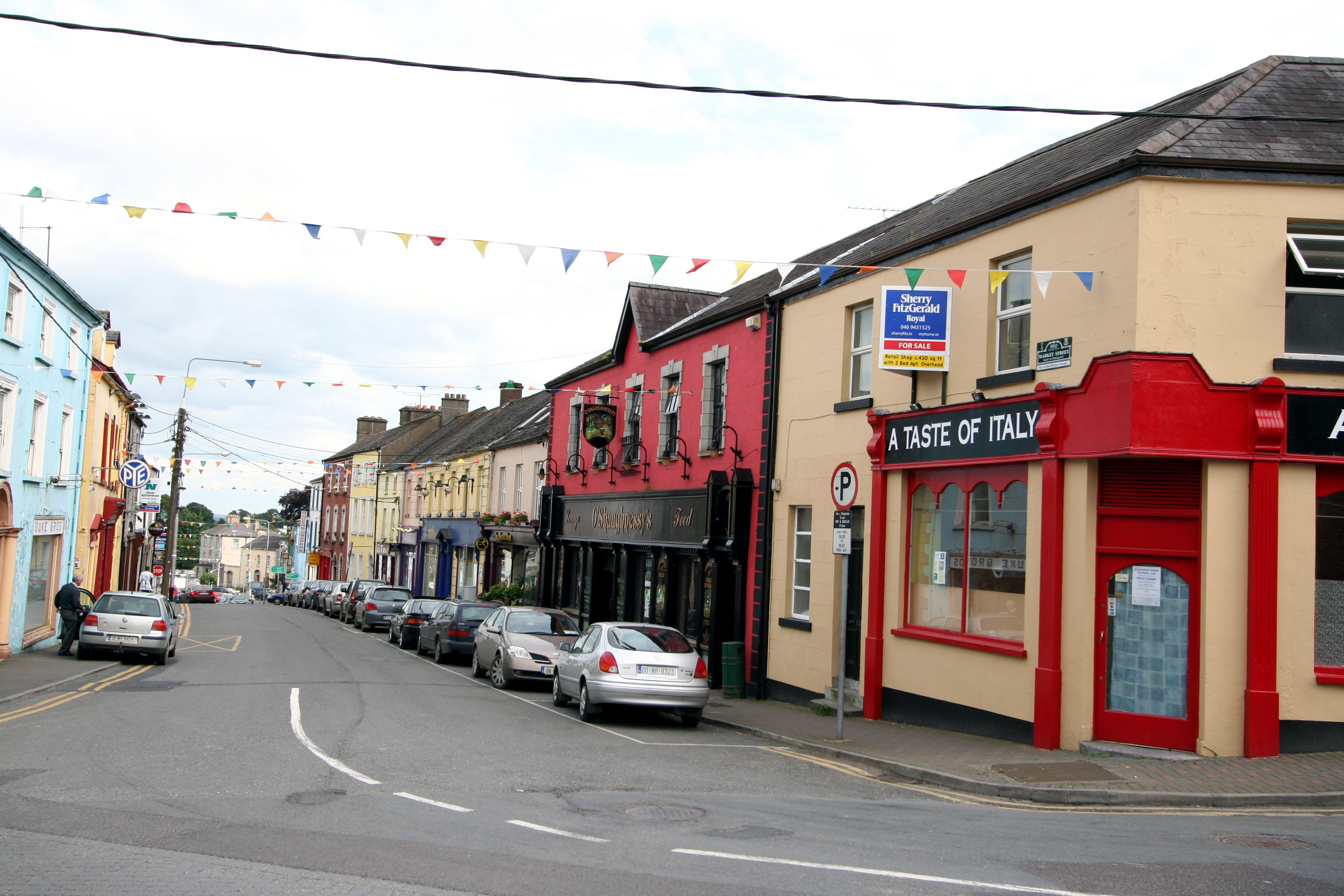
Straße in Kells, 2007

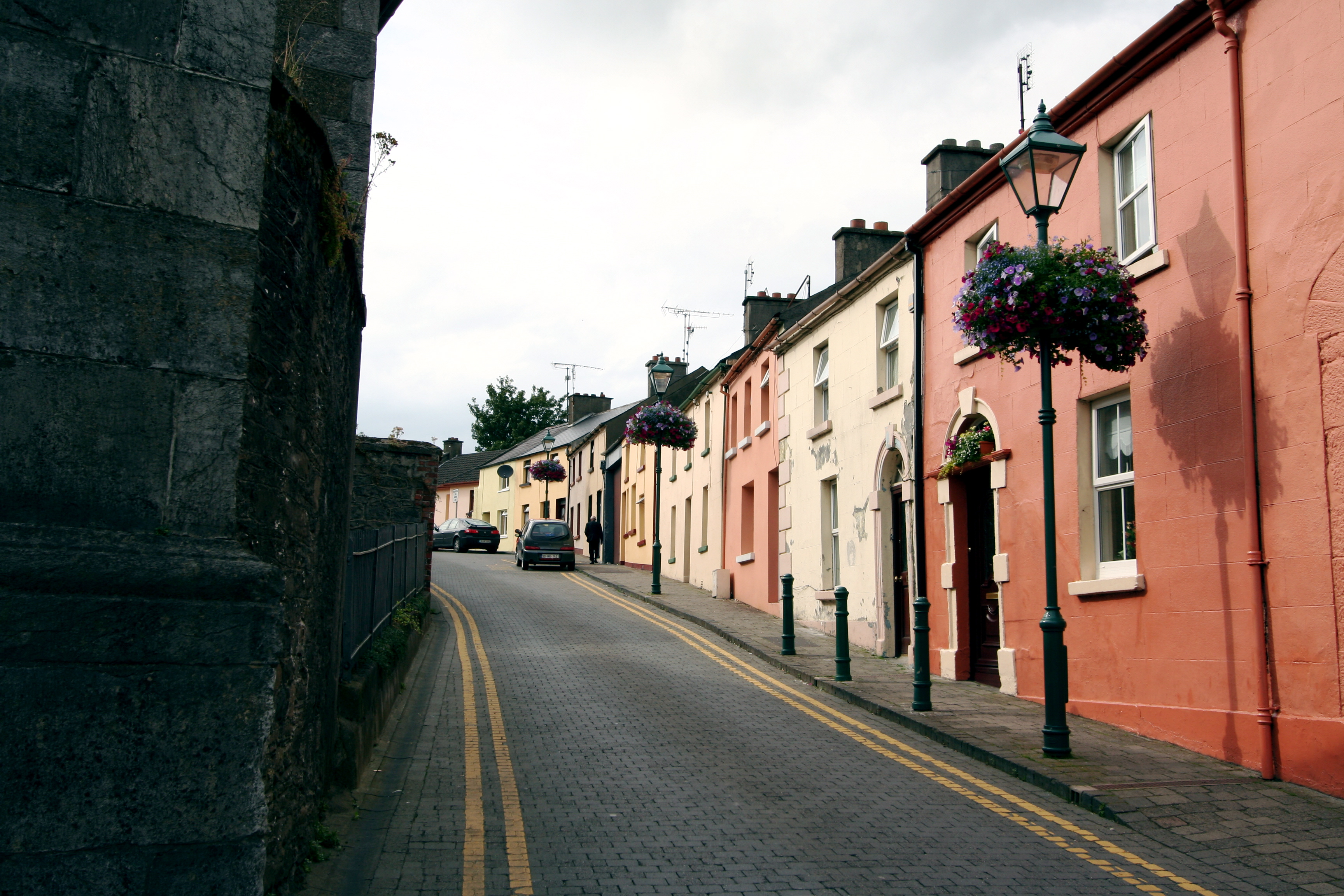
Kells, 2007

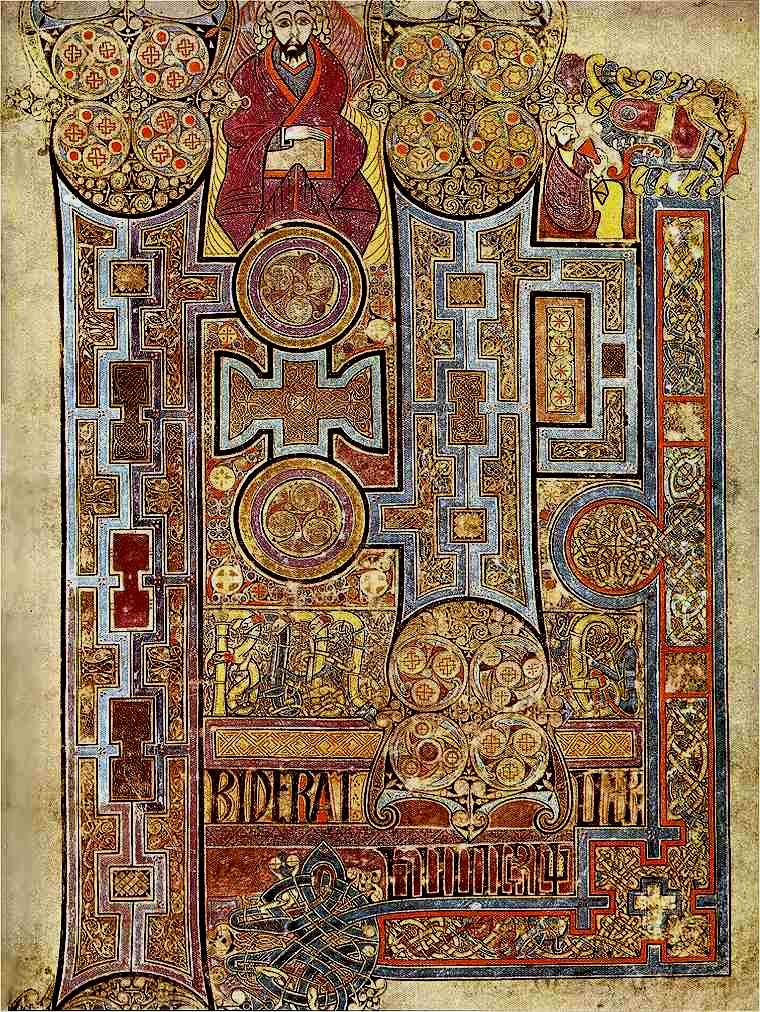
Seite aus dem Book of Kells

Kells (irisch Ceanannas) ist eine Stadt im County Meath im Osten der Republik Irland.

## Geschichte des Namens
- 1929 wurde Ceanannas Mór der offizielle Stadtname in Irisch und Englisch.[3]
- 1969 wurde Ceanannas der offizielle Name in Irisch.[4]
- 1993 wurde Kells wieder der offizielle Stadtname in Englisch.[5]

## Geschichte
Als eine Pale-Grenzstadt war Kells im Mittelalter der Ort zahlreicher Schlachten; weltbekannt wurde Kells jedoch vor allem in kirchenhistorischer bzw. kultureller Hinsicht.
Columban von Iona gründete etwa 554 erstmals die Kells Abbey; zu Beginn des 9. Jahrhunderts wurde sie von vor den Wikingern aus Iona fliehenden Mönchen erneut begründet. Sehr bekannt wurde die kirchengeschichtlich wichtige Synode von Kells, obwohl sie im Jahr 1152 gar nicht dort, sondern in der Mellifont Abbey im County Louth stattfand.
Für den Namen Kells in der Welt am bedeutungsvollsten ist das Book of Kells, ein um 800 entstandenes, reich illustriertes Manuskript, das bis 1654 in der Kells Abbey aufbewahrt wurde, bis es kurze Zeit darauf in das Trinity College in Dublin gelangte, wo das Original sich bis heute befindet. In Kells sind halboffiziell lediglich einige Seiten als Faksimile zu besichtigen.

## Sehenswürdigkeiten
Von der ehemaligen Klosteranlage sind noch erhalten:
- Ein 26 m hoher Rundturm.
- 5 Hochkreuze (teils unvollendet oder beschädigt). Davon stehen 4 in der Nähe des Rundturms, während einer vor dem ehemaligen Gerichtsgebäude steht.
- Nicht weit entfernt steht ein kleines steinernes Gebetshaus (St. Colmcille's House), das vermutlich aus dem 11. Jahrhundert stammt.

## Demografie und Verkehrsanbindung
Beim Census 2016 lebten in Kells 6135 Menschen. Die Zahl der Bewohner hat seit Mitte der 1990er-Jahre durch Berufspendler in das 65 km entfernte Dublin spürbar zugenommen.
Die Stadt liegt zwischen Navan und Virginia an der wichtigen Nationalstraße N3 von Dublin über Cavan zur irischen Nordwestküste bei Ballyshannon; außerdem führt die N52 von Dundalk (an der Nordostküste) nach Mullingar in Westmeath (und weiter in den irischen Westen und Südwesten) über Kells. Bis zur Eröffnung der Autobahn M3 im Juni 2010, die hinter Kells in die N3 mündet, war das tägliche Verkehrsaufkommen mit mehr als 18.000 Fahrzeugen durch die Ortsmitte sehr hoch.
An den Schienenverkehr in Irland ist Kells seit 1963 nicht mehr angeschlossen, wird jedoch von Bus Éireann mehrmals täglich in eineinhalb Stunden mit dem Busáras in Dublin verbunden.

## Persönlichkeiten
- Alice Stopford Green (1847–1929), Historikerin, Nationalistin und Schriftstellerin
- Mark Clinton (1915–2001), Politiker der Fine Gael
- Kevin Casey (* 1940), Autor
- Ray Butler (* 1965), Politiker
- Damien McGrane (* 1971), Golfspieler
- Darren O’Rourke (* 1979 oder 1980), Wissenschaftler und Politiker